# Stygiopontius lomonosovi
Stygiopontius lomonosovi is een eenoogkreeftjessoort uit de familie van de Dirivultidae. De wetenschappelijke naam van de soort is voor het eerst geldig gepubliceerd in 2006 door Ivanenko & Martínez Arbizu.